# 埃弗里特鎮區 (密蘇里州卡斯縣)
埃弗里特鎮區（英語：Everett Township）是位於美國密蘇里州卡斯縣的一個行政鎮區。

## 地方資料
埃弗里特鎮區的面積為93.69平方千米，當中陸地面積為93.18平方千米，而水域面積為0.51平方千米。根據2020年美國人口普查的數據，當地共有人口467人，而人口密度為每平方千米4.98人。